# Bahía Honda, Cuba
Bahía Honda là một đô thị ở tỉnh Pinar del Río của Cuba. Đô thị này nằm ở bờ biển phía bắc của đảo quốc, ở bên eo biển Florida, cách La Habana 70 km (43 mi) về phía tây. Bahía Honda đã là một trong những căn cứ hải quân cho Mỹ thuê theo Hiệp ước Platt, nhưng đã bị bỏ hoang vài năm sau để đổi lấy việc mở rộng khu vực cho thuê quanh Guantánamo Bay.

## Dân số
Năm 2004, đô thị Bahía Honda có dân số 45.968 người. Tổng diện tích là 784 km² (302,7 mi²), với mật độ dân số 58,6người/km² (151,8người/sq mi).